# Quartet de corda núm. 1 (Enescu)
El Quartet de corda núm. 1 en mi bemoll major, op. 22 núm. 1, és una obra de música de cambra del violinista i compositor romanès George Enescu, composta entre 1916 i 1920. La seva durada és d'uns 45 minuts. El va dedicar al Flonzaley Quartet, un conjunt creat el 1902 pel banquer Edward J De Coppet i dedicat exclusivament a la interpretació de quartets.

## Història

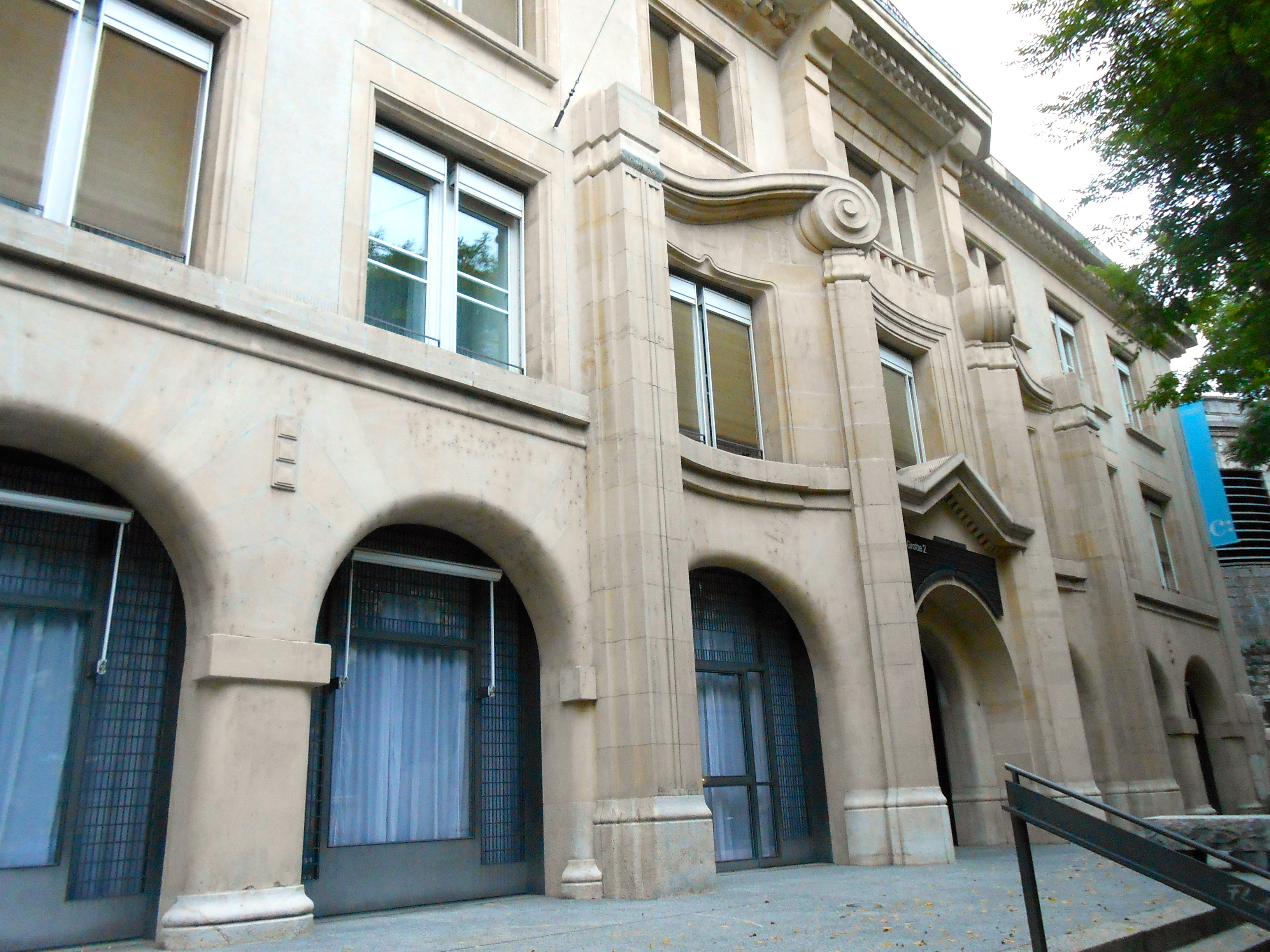
El Conservatori de Lausana, on es va estrenar el quartet

Les dates de composició del Primer Quartet de corda es coneixen amb una precisió inusual: Enescu va començar a treballar-hi a mitjanit de l'Any Nou romanès (ortodox), el 14 de gener de 1916, a la Villa Copou d'Iași. Després de les interrupcions derivades de l'entrada de Romania a la Primera Guerra Mundial, va reprendre les tasques del quartet el 1918, fins a tornar a trencar-se fins a l'estiu de 1920. Va completar la partitura a Suïssa l'1 de desembre de 1920 a Le Châtelet, una casa a Vers-chez-les-Blanc (Lausana) propietat de Maruca Cantacuzino L'obra es va representar per primera vegada el 5 de febrer de 1921 a la Sala del Conservatori de Lausana per un quartet format pel compositor a la viola, José Porta, primer violí, R. Radrizzani, segon violí i Jean Décosterd, violoncel, en un concert dedicat a la música de cambra d'Enescu que incloïa també la Segona Suite per a piano interpretada per Clara Haskil. Les actuacions posteriors van tenir lloc a l'Ateneu Romanès de Bucarest els dies 21, 28 i 31 de maig de 1921, amb el compositor tocant el primer violí, Constantin C. Nottara el segon violí, Teodor Popovici la viola i Nicolae Ochialbi el violoncel
Tot i que la partitura publicada no té cap dedicatòria, es diu que el quartet està dedicat al Quartet Flonzaley (Adolfo Betti, Alfred Pochon, Louis Bailly i Iwan d'Archambeau), que va fer la primera actuació a París a la Salle Gaveau de París el 19 d'octubre de 1921.

## Anàlisi
El quartet es divideix en quatre moviments:
1. Allegro moderato
2. Andante pensieroso
3. Allegretto scherzando, non troppo vivace
4. Allegro moderato

Es tracta d’una obra excepcionalment llarga i temàticament complexa, en què Enescu transmuta estructures tradicionals, que requereixen audiències repetides si els oients la volen retenir. A causa de les seves línies que canvien constantment, la seva mobilitat harmònica i la seva complexitat textural, el Quartet exigeix molt a l’oient, situant-se entre les obres més difícils d’un compositor especialment difícil. En resum, és precisament a causa de la riquesa d'invenció del compositor en els nivells de forma, melodia, ritme, timbre i harmonia, que aquesta obra no és la més adequada com a introducció a la música d'Enescu.
El primer moviment es presenta en forma sonata-allegro, tot i que l’ús característic d’Enescu de processos i transformacions evolutives que inclouen alguns passatges de desenvolupament dins de l'exposició, així com variacions contínues del material melòdic.
El tema principal es presenta al principi, sobre un acord mi bemoll major al violoncel, però passa ràpidament a les tecles de do major i do menor, en una sèrie de variacions en desenvolupament. Per contra, el tema secundari només es desplega gradualment, començant en el compàs 15, construint a partir de fragments motívics a una declaració completa del tema en el nombre d'assaig 8, en un primer moment en la clau dominant esperat de si bemoll major, per després girar a la clau de la relació dominant de sol menor. Un element temàtic aparentment insignificant i acompanyant, que esdevindrà més important en els moviments posteriors del quartet, es produeix entre els dos grups temàtics principals i es pot considerar ja sigui com un passatge de pont, o com a part de la textura del primer grup.

## Discografia
- George Enescu: Cvartet de Coarde în mi bemol major, Op. 22 núm . Quartet de corda de la ràdio romanesa (Nicolae Drăgoi i Dorian Varga, violins; Alexandru Rădulescu, viola; Ion Fotino, violoncel). Enregistrament LP 1 disc, 33⅓ rpm, monoaural. Electrecord ECE 0158. Bucarest: Electrecord, 1964.
- George Enescu: Cvartet de Coarde în mi bemol major, Op. 22 núm . Quartet de corda "Voces". Gravat el 1980 a Romania. Enregistrament LP, 1 disc, 33⅓ rpm, estèreo. Electrecord ST-ECE 01854. Bucarest: Electrecord, nd
  - Reeditat, juntament amb el quartet de corda núm. 2, op. 22, núm. 2, en sol major. Gravació de CD, 1 disc d'àudio: digital, estèreo, 4¾ in. Sèrie Olympia Explorer. Olympia OCD 413. Londres: Olympia, 1991. Reeditat, Electrecord EDC 662/663. Bucarest: Electrecord, 2005.
- George Enescu: String Quartets Op. 22, núm. 1 i 2 . Quatuor Athenaeum Enesco (Constantin Bogdanas i Florin Szigeti, violins; Dan Iarca, viola; Dorel Fodereanu, violoncel). Enregistrat del 16 al 19 de maig de 1992 per Schweizer Radio DRS. Gravació de CD, 1 disc d'àudio: digital, estèreo, 4¾ in. CPO 999-0682. Georgsmarienhütte: CPO, [1993].
- Enescu: String Quartets núm. 1 i 2 . Quatuor Ad Libitum (Adrian Berescu i Șerban Mereuță, violins; Bogdan Bișoc, viola; Filip Papa, violoncel). Gravat a la Sala Filharmònica de Moldova, Iași, maig de 1999. Gravació de CD, 1 disc d'àudio: digital, estèreo, 4¾ in. Mécénat MusicalNaxos 8.554721. [Sl ]: HNH International, Ltd. 2000.